# Данченко, Видас Владимирович
Видас Владимирович Данченко (лит. Vidas Dančenka; 2 августа 1973, Тельшяй) — литовский футболист, выступавший на позиции нападающего, игрок сборной Литвы. Выступал в высших дивизионах Литвы, Белоруссии, Эстонии и России.

## Клубная карьера
На взрослом уровне начал выступать в 1990 году в родном городе в клубе «Мастис», игравшем в чемпионате Литовской ССР, в своём первом сезоне забил четыре гола. В сезоне 1992/93 играл в высшей лиге Белоруссии за «Молодечно». Вернувшись в Литву, присоединился к одному из сильнейших клубов страны начала 1990-х годов — РОМАРу из Мажейкяя, в его составе стал чемпионом в сезоне 1993/94 и обладателем бронзовых наград годом спустя. В начале сезона 1995/96 РОМАР снялся с чемпионата, и футболист доигрывал первый круг в чемпионате Эстонии в составе «Тервиса» из Пярну.
В начале 1996 года перешёл в «Кареду» из Шауляя, в составе этого клуба дважды становился чемпионом Литвы (1996/97 и 1997/98) и дважды выигрывал серебряные медали. В сезоне 1997/98 стал лучшим бомбардиром чемпионата страны с 26 забитыми мячами.
В течение следующих четырёх сезонов выступал в России. В июле 1998 года перешёл в казанский «Рубин» из первой лиги, но сыграл только два матча и вернулся в Литву. В 1999—2000 годах играл в составе элистинского «Уралана» в премьер-лиге, принял участие в 44 матчах и забил 3 гола. Дебютный матч в премьер-лиге сыграл 3 апреля 1999 года против «Зенита», а первый гол забил 23 июня 1999 года в ворота «Крыльев Советов». В 2001 году играл в первой лиге за нижегородский «Локомотив».
После возвращения в Литву стал серебряным призёром чемпионата 2002 года в составе «Атлантаса». В последние годы карьеры играл за «Ветру» из Вильнюса и клубы низших дивизионов.

## Карьера в сборной
Сыграл 4 матча в составе национальной сборной Литвы и забил 1 гол. Дебютировал 24 сентября 1997 года в товарищеском матче против Польши. Единственный гол забил 26 апреля 2000 года в ворота сборной Латвии.

## Достижения
- Чемпион Литвы: 1993/94, 1996/97, 1997/98
- Лучший бомбардир чемпионата Литвы: 1997/98 (26 голов)